# Альпійська пустеля Північного Тибету та Куньлуню
Альпійська пустеля Північного Тибету та Куньлуню (ідентифікатор WWF: PA1011) — палеарктичний екорегіон гірських луків та чагарників, розташований на північному заході та півночі Тибетського нагір'я в Китаї. 

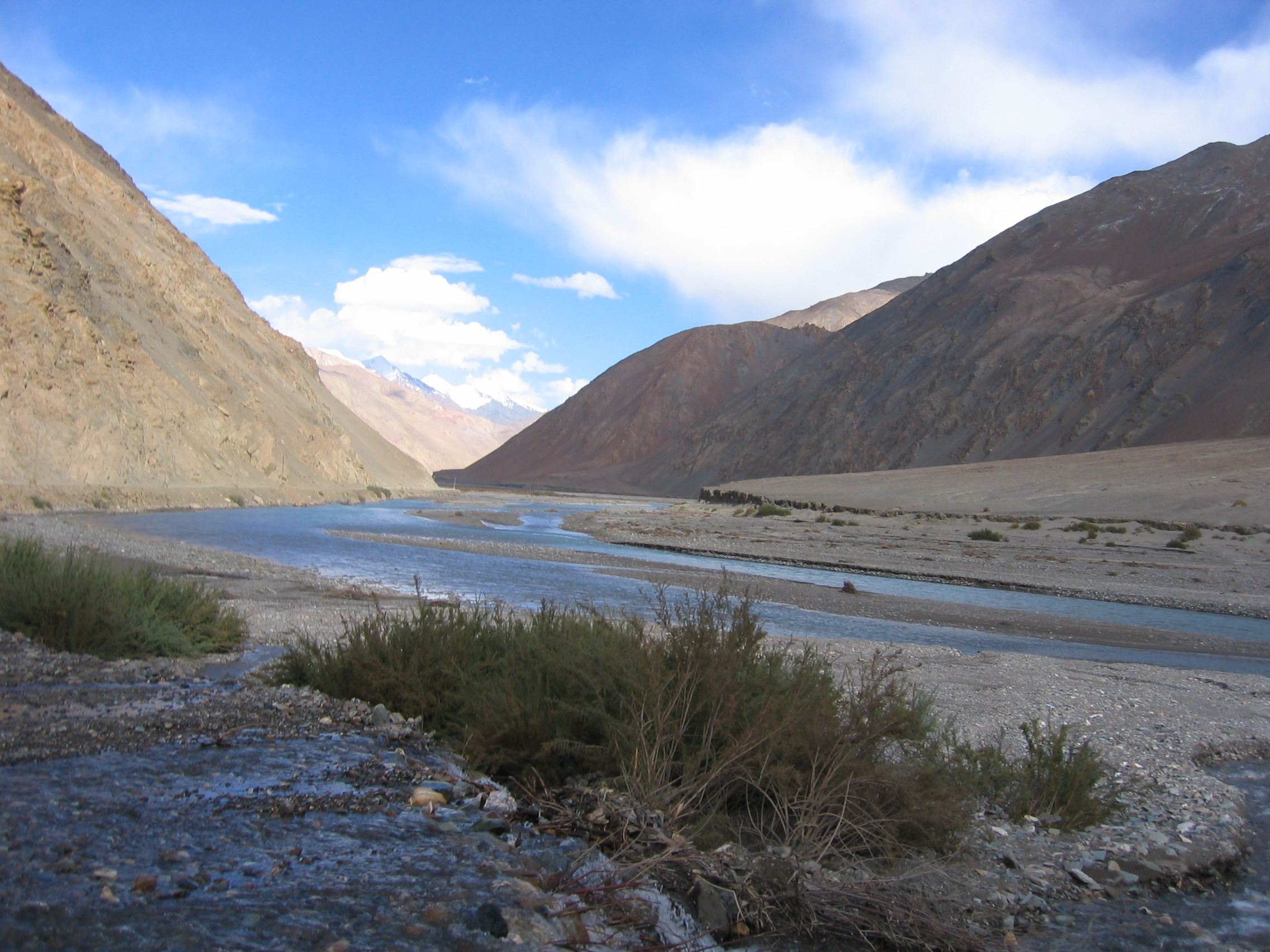
Річка Яркенд в горах Куньлунь

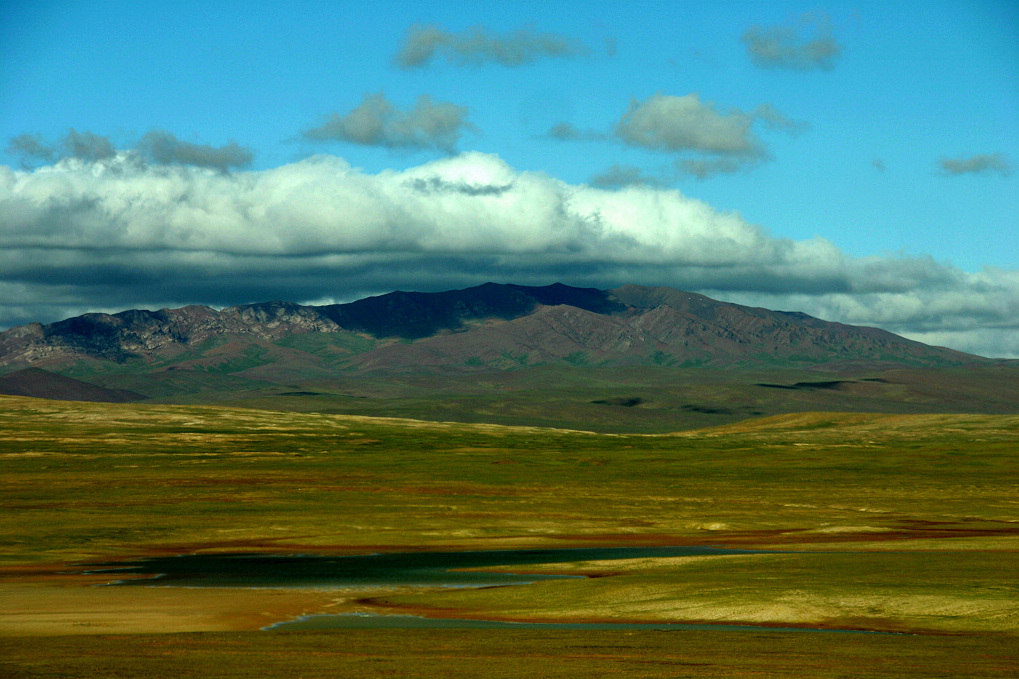
Плато Кукушилі в серпні

## Географія
Екорегіон альпійської пустелі Північного Тибету та Куньлуню охоплює північну частину Чангтану, найвищої частини Тибетського плато, обмежену на заході горами Паміру, на південному заході горами Каракоруму, а на півночі — горами Куньлуню, які також входять до цього екорегіону. Гори Куньлунь є однією з найдовших гірських систем у світі, яка простягається більш ніж на 3000 км вздовж північного краю Тибетського нагір'я. В межах екорегіону розташована західна, основна частина Куньлуню, яка відділяє Тибетське плато від гіперпосушливої Таримської западини на північному заході та від Цайдамської западини на півночі. Більша частина екорегіону розташована на висоті понад 5000 м над рівнем моря, а найвищою вершиною регіону є гора Люшішань висотою 7167 м. В горах Куньлуню поширені льодовики та беруть початок численні річки, а на плато Чангтан розташовано багато солонуватих льодовикових озер. Ґрунти переважно засолені, кам'янисті та безплідні. Загалом територія екорегіону є однією з найменш заселених територій Тибету.

## Клімат
В межах екорегіону переважає альпійський клімат (ET за класифікацією кліматів Кеппена), коли принаймні один місяць в році має середню температуру вище 0 °C, достатню для танення снігу, однак середня температура найтеплішого з місяців не перевищує 10 °C. Це найхолодніша та найпосушливіша частина Тибету, середня температура нижче 0 °C тут зберігається протягом 9-10 місяців на рік, а сильні морози трапляються щоночі протягом всього року. На більшій частині екорегіону поширена багаторічна мерзлота. Оскільки Тибетське плато має пологий схил із північного заходу на південний схід, температура в регіоні змінюється залежно від широти та висоти над рівнем моря.
Опадів випадає дуже мало і переважно у вигляді снігу, який швидко тане та випаровується під яскравим сонячним світлом. У багатьох районах середньорічна кількість опадів становить лише 20-50 мм, однак північні схили Куньлуню подекуди вловлюють достатню кількість арктичної вологи, щоб підтримувати ліси. В регіоні постійно дмуть сильні вітри.

## Флора
Рослинний покрив екорегіону дуже розріджений: він зустрічається менш ніж на 8 %, а часто лише на 1-2 % території регіону. Основними рослинними угрупованнями екорегіону є альпійські пустелі. 
На осипах і гравійних схилах подалі від холодних, солоних сухих озер зустрічаються низькі, колючі, густо розгалужені подушкоподібні чагарники сірого білолізника (Krascheninnikovia ceratoides). Також в пустелях регіону поширені гостовушкові пегеофітони (Pegaeophyton scapiflorum) та тибетські хедінії (Smelowskia tibetica). Єдиними дерев'янистими рослинами, що зустрічаються на високогірних плато регіону, є сланкі біждерева (Myricaria prostrata), різновид тамариксів, який росте вздовж русел річок, утримуючи свої здерев'янілі стебла під землею. Лише гілки та дрібне листя цих рослин виступають на поверхні, утворюючи щільну подушку, яка підіймається не вище, ніж на 1 см над поверхнею ґрунту.
На схилах озерних западин поширені альпійські степи, на яких росте сірий білолізник (Krascheninnikovia ceratoides), осока Муркрофта (Carex moorcroftii), пурпурова ковила (Stipa purpurea) та серпоподібний горобинець (Oxytropis falcata). Озерні басейни Північного Тибету є особливо екстримальними середовищами існування, тому що, коли вітри вщухають взимку, холодне повітря опускається та осідає в них. 
У розрідженій субнівальній зоні на висоті понад 5300 м над рівнем моря зустрічаються подушкоподібні рослини, зокрема сухоцвітоподібний гірський корінь (Saussurea gnaphalodes) та уральська смілка (Silene uralensis). Снігова лінія розташована на висоті 6000-6200 м над рівнем моря.
На північних схилах Куньлуню, звернених до Таримської западини, на висоті від 2700 до 3600 м над рівнем моря зустрічається кілька невеликих масивів гірських хвойних лісів, загальна площа яких становить близько 200 км². В цих лісах домінують ялини Шренка (Picea schrenkiana), а на сонячних галявинах в них зустрічаються зарості чагарникових яловців (Juniperus).
Оскільки Куньлунь та прилеглі регіони Тибету піднялися геологічно нещодавно (на 3000 м за останні два мільйони років), флора екорегіону характеризується низьким рівнем ендемізму. Крім того, суворі високогірні умови обмежують флористичне різноманіття. Загалом в горах Куньлунь зустрічається близько 700 видів судинних рослин з 245 родів, більшість з яких зустрічається на низьких висотах.

## Фауна
Серед поширених в екорегіоні ссавців слід відзначити дикого яка (Bos mutus), тибетського дзерена (Procapra picticaudata), тибетську чіру (Pantholops hodgsonii), архара (Ovis ammon hodgsoni), блакитного нахура або бхарала (Pseudois nayaur), сибірського козла (Capra sibirica), кіанга (Equus kiang), кучерявого зайця (Lepus oiostolus), чорногубу пискуху (Ochotona curzoniae), ладакхську пискуху (Ochotona ladacensis) та довговуху пискуху (Ochotona macrotis). Серед хижих ссавців регіону слід відзначити тибетського бурого ведмедя (Ursus arctos pruinosus), тибетського вовка (Canis lupus chanco), звичайну лисицю (Vulpes vulpes), тибетську лисицю (Vulpes ferrilata), манула (Otocolobus manul), тибетську рись (Lynx lynx isabellinus) та снігового барса (Panthera uncia). Ендеміком екорегіону є пискуха Козлова (Ochotona koslowi).
Серед поширених в екорегіоні птахів слід відзначити тибетського улара (Tetraogallus tibetanus), гімалайського улара (Tetraogallus himalayensis), кремовогорлого кеклика (Alectoris chukar), скельного голуба (Columba rupestris), клушицю (Pyrrhocorax pyrrhocorax), звичайного крука (Corvus corax), пустельну кам'янку (Oenanthe deserti), тонкодзьобого жайворонка (Calandrella acutirostris), солончакового жайворонка (Alaudala cheleensis), червоногорлу чечевицю (Carpodacus puniceus), арчевого катуньчика (Leucosticte nemoricola) та майже ендемічного тибетського катуньчика (Carpodacus sillemi). На берегах озер регіону зустрічаються буроголові мартини (Chroicocephalus brunnicephalus), чорношиї журавлі (Grus nigricollis) та гірські гуски (Anser indicus).

## Збереження
Оцінка 2017 року показала, що 239 046 км², або 64 % екорегіону, є заповідними територіями. Природоохоронні території включають: Національний природний заповідник Чангтан, третій за площею природний заповідник у світі, Національний природний заповідник Саньцзян'юань та Національний природний заповідник Алтинтаг. У 2017 році регіон Кукушилі, розташований на заході провінції Цинхай, був внесений до списку Світової спадщини ЮНЕСКО.